# John Helgesson
Johan (John) Alfred Helgesson, född 10 december 1879 i Trelleborg, död 1958, var en svensk byggmästare. 
Helgesson, som var son till byggmästare Hans Helgesson och Karin Hansson, avlade examen vid tekniska yrkesskolan i Malmö 1901 och var Kommerskollegiums stipendiat 1902. Han praktiserade i utlandet under ett flertal år och bedrev egen byggnadsverksamhet från 1907. Han var bland annat ledamot (för högern) av Malmö stads byggnadsnämnd (vice ordförande 1948–1950) och av styrelsen för Malmö sparbank. Han tilldelades Vasamedaljen i guld.
Helgesson blev i äktenskap med Harriet Nilsson far till bland andra John Harry Helgesson (1911–1979), som efter att 1937 avlagt civilingenjörsexamen var verksam hos fadern.